# René Cutforth
René Cutforth (* 6. Februar 1909 in England; † 1. April 1984) war seinerzeit einer der bekanntesten Moderatoren der BBC.

## Leben
Er präsentierte neben zahlreichen Hörfunksendungen auch wöchentlich This Week im BBC-Fernsehen (ab 1956) und weitere Informationssendungen.
Im Zweiten Weltkrieg kämpfte Cutforth in Nordafrika. Dort geriet er 1941 in deutschen Kriegsgefangenschaft und war unter anderem im italienischen Sulmona und im Oflag XII in Hadamar interniert. In dieser Zeit schloss er Freundschaft mit dem ebenfalls gefangenen George Haig, 2. Earl Haig.